# Incident de Pètritx
L'incident de Pètritx és un conflicte greco-búlgar que es va desenvolupar a la frontera dels dos països l'octubre de 1925.
El 19 d'octubre de 1925, un sentinell búlgar, en servei a la frontera, va abatre un soldat grec que intentava agafar el seu gos. La reacció del govern grec va ésser immediata; el dictador general Theódoros Pàngalos va enviar l'exèrcit grec a ocupar la ciutat fronterera de Pètritx a Bulgària per reclamar indemnitzacions. Per arreglar aquest conflicte, Bulgària va apel·lar a la Societat de Nacions, i no oposà llavors més que una resistència simbòlica.
La SDN va condemnar força ràpidament la invasió grega, reclamant la retirada immediata de les seves tropes del territori búlgar així com el pagament d'una compensació monetària a Bulgària. Grècia va cedir i pagà una multa de 45 000£. Però, fins que Grècia s'avingué a les demandes de la SDN, més de 50 de Búlgars van morir en aquest conflicte.
Poc temps després, Grècia es va queixar a la SDN, de la desigualtat de tractament que va rebre respecte al d'Itàlia en l'incident de Corfú el 1923, quan les forces armades italianes havien ocupat l'illa grega de Corfú després de l'homicidi del general italià Enrico Tellini que vigilava la frontera grega des d'Albània.